# Инфантова, Галина Геннадиевна
Галина Геннадьевна Инфантова (12 марта 1927, Энгельс ― 2010) ― советский и российский филолог и педагог. Доктор филологических наук, профессор.

## Биография
Родилась 12 марта 1927 в городе Энгельс, Саратовская область. В 1952 году окончила Ростовский государственный университет. В 1957 начала преподавать в Таганрогском государственном педагогическом институте. В 1963 году защитила кандидатскую, а в 1976 – докторскую диссертацию. В 1977 году получила звание профессора. С 1978 по 2010 год бессменно руководила кафедрой русского языка и методики начального обучения ТГПИ. Всего научной и педагогической деятельности отдала 55 лет своей жизни.
Стояла у истоков одного из направлений современной лингвистики ― изучения устной спонтанной разговорной речи. Опубликовала свыше 80 печатных работ, в том числе монографию, включенную в библиографию «Лингвистического энциклопедического словаря» (1990) по проблеме «Разговорная речь» и которая находится в числе важнейших работ, опубликованных на родине и за рубежом. Входила в состав советско-чешского коллектива по проблеме «Устная научная речь»; была соавтором трехтомной монографии, подготовленной этим коллективом при Институте русского языка им. А.С. Пушкина. Она сделала записи русской разговорной речи (свыше 20 км магнитофонной ленты), которые хранятся в фонотеке Бохумского университета. В своих научных работах использовала методы математической статистики и теории информации.
Была награждена медалью «За доблестный труд» и знаком «Отличник народного просвещения РСФСР». В 2008 году была награждена медалью А. С. Макаренко.